# الشبيبة الشيوعية اليونانية
الشبيبة الشيوعية اليونانية (باليونانية: Κμμουνιστική Νεολαία Ελλάδας، بالرومنة اليونانية: Kommounistiki Neolea Elladas؛ وتختصر إلى: KNE) هي المنظمة الشبابية التابعة للحزب الشيوعي اليوناني (KKE). وهي منظمة ماركسية لينينية تهدف بالأساس إلى تعريف الشباب اليوناني بسياسات الحزب.
تصدر الشبيبة مجلة "أوديجيتيس" الشهرية (Οδηγητής، وتعني "المرشد")، وهي لسان حال المجلس المركزي للشبيبة الشيوعية اليونانية، وتستضيف مهرجانات "أوديجيتيس" في معظم المدن والبلدات الرئيسية في اليونان.
الشبيبة الشيوعية اليونانية عضو في اتحاد الشباب الديمقراطي العالمي.

## تاريخها
تأسست الشبيبة الشيوعية اليونانية في 15 سبتمبر 1968، بقرار من المكتب السياسي للجنة المركزية للحزب الشيوعي اليوناني، خلال فترة المجلس العسكري اليوناني (1967-1974)، كمنظمة شبابية ذات طابع ثوري وشيوعي.
وهي استمرار تاريخي لاتحاد منظمات الشباب الشيوعي اليوناني (OKNE)، ولجميع منظمات الشباب التي سبق لها أن شاركت في النضال الشعبي في اليونان، مثل منظمة الشباب اليونانية الموحدة (EPON)، ومنظمة الشباب الديمقراطي اليوناني (DNE)، ومنظمة الشباب الديمقراطي "لامبراكيس" (D.N. Lambrakis).
هزت أزمة عميقة الشبيبة الشيوعية اليونانية والحزب الشيوعي اليوناني في الفترة 1989-1991. في خريف 1989، ورفضاً لمشاركة الحزب الشيوعي اليوناني في حكومتي الوحدة الوطنية بزعامة تزانيتاكيس وزولوتاس، انفصلت عنه مجموعة كبيرة، ضمت الجزء الأكبر من الشبيبة الشيوعية اليونانية بقيادة أمينها العام جورج غرابساس، وشكلت تيار اليسار الجديد. حاول الحزب الشيوعي اليوناني، الذي كان حينها جزءًا من ائتلاف سيناسبيسموس، حل الشبيبة الشيوعية اليونانية وضمها إلى رابطة شباب سيناسبيسموس. في وقت لاحق من 1991، انسحب الحزب الشيوعي اليوناني من الائتلاف، وطرد جميع الأعضاء غير المتشددين (بما في ذلك 45% من أعضاء اللجنة المركزية والأمين العام للحزب الشيوعي اليوناني غريغوريس فاراكوس)، وأعاد تأسيس الشبيبة الشيوعية اليونانية بجهود مئات الأعضاء. انعقد المؤتمر السادس للمنظمة في مارس 1993. وفي أواخر العقد الأول من القرن الحادي والعشرين، قررت الشبيبة الشيوعية اليونانية تشكيل جبهة نضال الطلاب (MAS) (باليونانية: Μέτωπο Αγώνα Σπουδαστών، ΜΑΣ Metopo Agona Spoudaston) والتي تأسست أخيراً من قبل المنظمات الطلابية في أثينا، في 6 نوفمبر 2009.

## مؤتمرات الشبيبة الشيوعية اليونانية
- المؤتمر الأول (19-22 فبراير 1976)
- المؤتمر الثاني (4-7 أبريل 1979)
- المؤتمر الثالث (14-18 ديسمبر 1983)
- المؤتمر الرابع (1-5 يونيو 1988)
- المؤتمر الخامس (25-27 يناير 1990)
- المؤتمر السادس (19-21 مارس 1993) "الأمل في نضالنا، مع الحزب الشيوعي اليوناني نفتح طريق المستقبل"
- المؤتمر السابع (1-4 مايو 1997) "هجوم الشباب المضاد على الإمبريالية، مع الحزب الشيوعي اليوناني من أجل الاشتراكية"
- المؤتمر الثامن (21-23 ديسمبر 2001) "ديناميكية الشباب في النضال مع الطبقة العاملة والشعب، من أجل الجبهة، من أجل الاشتراكية"
- المؤتمر التاسع (12-14 مايو 2006) - القرار
- المؤتمر العاشر (7-9 مايو) (2010) - "الشيوعية هي شباب العالم، والشبيبة الشيوعية اليونانية منظمتنا"
- المؤتمر الحادي عشر (18-21 ديسمبر 2014) - "شباب الحزب الشيوعي اليوناني الرائد - في طريقهم الكفاحي نحو غد اشتراكي - بلا أزمات، ولا حروب، ولا استغلال"
- المؤتمر الثاني عشر (15-17 فبراير 2019) - "بقدرة أكبر، نمهد الطريق لما هو معاصر وحيوي حقاً، من أجل عالم "يستحق أحلامنا، ويستحق شعبنا"، الاشتراكية!"
- المؤتمر الثالث عشر (10-12 فبراير 2023) - "نحن الشرارة التي ستُحوّل الظلام إلى نور!"

## قائمة أمناء المجلس المركزي
1. ديميتريس تسياراس (1968-1972)
2. ديميتريس جونتيكاس (1972-1979)
3. سبيروس تشالفاتزيس (1979-1984)
4. جيورجوس جرابساس (1984-1989)
5. تاكيس ثيودوريكاكوس (1989-1991)
6. نيكوس سوفيانوس (1991-2000)
7. ثيميس جيونيس (2000-2007)
8. جيانيس بروتوليس (2007-2011)
9. ثودوريس شيونيس (2011-2015)
10. نيكوس أباتيلوس (2015-2023)
11. ثودوريس كوتسانتيس (2023-الآن)[2]

## مهرجان أوديجيتيس
مهرجان أوديجيتيس عبارة عن سلسلة من المهرجانات السنوية التي تنظمها الشبيبة الشيوعية اليونانية في معظم البلدات والمدن الكبرى اليونان.

## روابط خارجية
- Communist Youth of Greece (KNE) – Official site
- Odigitis magazine